# F-2 (药物)
F-2或称为6-(2-氨基丙基)-5-甲氧基-2-甲基-2,3-二氢苯并呋喃（英語：6-(2-aminopropyl)-5-methoxy-2-methyl-2,3-dihydrobenzofuran），分子式C13H19NO2，是一种致幻剂，最早由亚历山大·舒尔金合成。它在合成后可通过bulb-to-bulb蒸馏法（101 °C，0.05 mmHg）提纯，其盐酸盐具有吸湿性。